# Аль-Муїзз ібн Бадіс
Аль-Муїзз ібн Бадіс (араб. المعز بن باديس; нар. 1008 — 2 вересня 1062) — 4-й емір держави Зірідів в Іфрікії у 1016—1062 роках.

## Життєпис
Походив з династії Зірідів. Син еміра Бадіс ібн аль-Мансура. Народився 1008 року в Кайруані. У 1016 році після смерті батька успадкував трон. Під час вступу до Кайруана суніти намагалися вбити молодого еміра, оскільки він визнавав владу ісмаїлітів Фатімідів. Проте суніти знищили фатімідську резиденцію Аль-Мансурію, де було вбито 20 тис. шиїтів.
Через малий вік владу фактичну здобули його родичі. Вони продовжили розпочату ще попередником війну проти держави Хаммадідів, проте війська Зірідів зазнали поразки. В результаті 1016 року було укладено мир. 1091 року було надано притулок родичу Заві бен Зірі, колишньому еміру Гранади.
Виховувався в сунітському дусі, ставши прихильником малікізму. У 1022 році перебрав владу на себе. Спрямував спочатку основні зусилля на розвиток сільського господарства, підтримував ремесла і торгівлю. Завдяки цьому відбулося економічне піднесення, поповнювалася державна скарбниця. Так, за свідченням сучасників, за свою доньку емір давав придане вартістю 1 мільйон динарів, яке завантажили на 10 мулів, а під час похорону матері аль-Муїзз наказав виготовити її труну з індійського дерева, прикрасити золотими цвяхами і рядками великих перлів.
1027 року внаслідок повстання берберів племені зената було втрачено владу над Триполітанією. Подальші роки присвятив війнам з зенатами.
1038 році відправив сина Абдаллах на підкорення Сицилії, де точилася боротьба за владу між представниками династії Кальбітів. Після низки успіхів той зрештою 1040 року мусив залишити Сицилію.
У 1040 році розпочав війну проти Хаммадідів, взявши в облогу їхню столицю Аль-Кала-Бені-Хаммад. Після 2-річної облоги змушений відступити до своїх володінь. Невдовзі внаслідок численних епідемій, посух почалася продовольча криза, яка викликала голод. Усе це зрештою призвело до економічної кризи, девальвації монети.
1048 року оголосив про перехід до сунізму, відмовився визнавати владу Фатімідів, номінально визнавши зверхність Аббасидів. Також таким кроком намагався покращити фінансове становище, адже повинен був платити Фатімідам 1 млн динарів на рік. У відповідь фатімідський халіф Мустансир відправив проти Зіріда бедуїнські племена сулайм і хілаль. На бік Фатімідів перейшла держава Хаммадідів.
У 1050 році ворог вдерся до Іфрікії. До 1052 року війська аль-Муїзза зазнали поразок. Після поразки 1052 року в битві біля Хайдарані усі південні області. Невдовзі ворог захопив і сплюндрував столицю Кайруан. У 1053—1054 роках було втрачено міста Габес і Туніс. Емір у 1057 році остаточно переніс столицю до Махдії. В державі запанувала анархія, країна фактично розпалася на безліч ворогуючих між собою еміратів і каїдств: Сфакс, Туніс, Габес і Сус. Аль-Муїзз зберіг за собою лише прибережні міста.
У 1060 році створив потужний флот, з яким планував підкорити Сицилію. Разом з тим сприяв розвитку торгівлі та піратству проти християн. У 1061 році відправив флот на допомогу Драпанській тайфі на Сицилії, яка зазнала загрози норманів. Проте його знищила буря. Помер Аль-Муїзз 1062 року. Йому спадкував син Тамім.

## Творчість
Вважається автором наукової праці «Кітаб умдат аль-куттаб ва'уддат заві аль-альбаб» («Посох Писарів» з 12 розділів), у якій йшлося про досконалість пера, типи чорнил та їхню підготовку, приготування кольорових фарб, металевих фарб (включаючи з тими, що вироблялися зі срібних стружок та спирту), забарвлення, барвників та суміші, таємне написання, виготовлення паперу та арабської гумки й клею.